# 佐藤浩市
佐藤浩市（日语：／ Satō Kōichi，1960年12月10日—），日本男演員，出身東京都。1980年在NHK電視台《續・續事件》初登場，1981年首次演出電影《青春之門》即榮獲藍絲帶賞的新人獎。演藝生涯中在電影、電視劇獲得多項獎項。
佐藤浩市是日本電影界老演員三國連太郎的兒子（母親是三國第二任妻子），在1986年的電影《人間的約束》裡，初次與父親共同演出。其25歲時與模特兒結婚，三年後離婚。1993年與舞台劇女演員再婚，育有一子寬一郎。

## 主要出演作品

### 電影
- 青春之門（1981年）
- 道頓堀川（1982年・深作欣二導演作品）
- 魚影成群（1983年）
- 蜜月（1984年）
- 人間的約束（1986年・與父親三國連太郎首次共演）
- 敦煌（1988年）
- 文学賞殺人事件（1989年）
- 超少女REIKO（1991年）
- 忠臣藏外傳：四谷怪談（1994年・深作欣二導演作品）
- GONIN（1995年）
- GONIN2（1996年）
- 好味道（1996年・與父親三國連太郎共演 ）
- 七夜怪談:復活之路（1998年）- 安藤滿男
- 顔（2000年・阪本順治導演作品）
- WhiteOut（2000年）(中文譯作:雪茫危機) - 宇津木健
- KT（2002年・阪本順治導演作品）
- 壬生義士傳（2003年）
- 魔界轉生（2003年）
- 海猫（2004年）
- 感染（2004年）
- 亡國神盾艦（2005年・阪本順治導演作品）
- 有頂天酒店（2006年・三谷幸喜導演作品）
- 向雪祈愿（2006年・根岸吉太郎導演作品）
- 在黑暗中等待相遇（2006年）
- 愛的流刑地（2007年）
- 天然子結構（2007年）
- 壽喜燒西部片（2007年）
- 花影（2008年）
- 魔幻時刻（2008年・三谷幸喜導演作品）
- 黑暗中的孩子們（2008年・阪本順治導演作品）
- 感染列島（2009年・友情出演）
- 誰來守護我（2009年）
- 少年手指虎（2009年）
- 女神的報酬（2009年）
- カムイ外伝（2009年）
- 天堂故事（2010年）
- 最後的忠臣藏（2010年）
- 這樣就好！！電影★赤塚不二夫（2011年）
- 大鹿村騒動記（2011年）
- Unfair the answer（2011年）
- 鬼壓床了沒（2011年・三谷幸喜導演作品）
- 無用男之城（2012年）
- 只為了你（2012年）
- 清須會議（日语：清須会議 (小説)）（2013年・三谷幸喜導演作品） - 池田恆興
- HERO 2（2015年）
- 涅墨西斯：黃金螺旋之謎（2023年）

### 電視
- 相逢何必曾相識（1993年 - 富士電視台 - 飾 穗坂新平）
- 戀人啊（1995年 - 富士電視台 - 飾 鴻野遼太郎）
- 單身生活（1999年 - TBS電視台 - 飾 山岸真一）
- 冰之驕子Pride（2004年 - 富士電視台 - 飾 兵頭雄一郎）
- 新選組（2004年 - NHK電視台大河劇 - 飾 芹沢鴨）
- 獸道（2006年 - 朝日電視台 - 飾 小滝章二郎）
- 戀愛補給品（2006年 - 富士電視台 - 飾 今岡響太郎）
- 官僚們的夏天（2009年 - TBS電視台 - 飾 風越信吾）
- SAMURAI CODE（2010年 - 東京電視台 - 飾 須藤康平）
- 彩虹閃耀夏之戀（2010年 - 富士電視台 - 飾 高見誠）
- 太陽照樣升起/熱血警校（2011年 - 朝日電視台 - 飾 遠野一行）
- 上鎖的房間（2012年 - 富士電視台 - 飾 芹澤豪）
- LEADERS（2014年 - TBS電視台 - 飾 愛知佐一郎）
- TEAM -警视厅特别犯罪搜查本部-（2014年 - 朝日電視台 - 飾 八神创）
- 鎌倉殿的13人（2022年 - NHK電視台大河劇 - 飾 上總廣常）
- 怎麼辦家康（2023年 - NHK電視台大河劇 - 飾 真田昌幸）
- ONE DAY（2023年 - 富士電視台 - 飾 真禮）
- 119緊急呼叫（2025年 - 富士電視台 - 飾 堂島信一）
- 大追跡〜警視廳SSBC強行犯係〜（2025年 - 朝日電視台 - 飾 久世俊介）

### 單元劇
- 忠臣蔵1/47（2001年 - 富士電視台 - 飾 大石内蔵助）
- 天國與地獄（2007年 - 朝日電視台 - 飾 権藤金吾）
- 世界奇妙物語20週年特別篇「台詞之神」（2010年 - 富士電視台 - 飾 鬼塚大造）
- 我家的歷史（2010年 - 富士電視台開局50週年企劃 - 飾 鬼塚大造）
- 東方快車謀殺案（2015年 - 富士電視台開局55周年企劃 - 飾 藤堂修）

## 獎項記錄
- 東京國際戲劇節
  - 第1屆（2007年）主演男優賞《風の果て》、《天國與地獄》、《本當と噓とテキーラ》

- 日本電影金像獎
  - 第18屆（1995年）最佳男主角《忠臣藏外傳：四谷怪談》
  - 第24屆（2001年）最佳男配角《冰天雪地》
  - 第27屆（2004年）最佳男配角《壬生義士傳》
  - 第40屆（2017年）最佳男主角《64：史上最兇惡綁架撕票事件（前篇）》

- 藍絲帶賞
  - 第23屆（1981年）新人演員獎《青春之門》
  - 第45屆（2003年）最佳男主角《KT》
  - 第66屆（2024年）最佳男配角《世界的阿菊》、《愛在閃電下》

- 東京國際影展
  - 第28屆（2014年）最佳男主角《向雪祈願》

- 每日電影獎
  - 第61屆（2006年）最佳男主角《向雪祈愿》

- 日劇學院賞
  - 第73回（2012年）最佳男配角《上鎖的房間》

- 報知電影獎
  - 第40屆（2015年）最佳男主角 《起終點站》[1]

- 日刊體育電影大獎
  - 第29屆（2016年）最佳男主角 《64》[2]